# ヴィクトリアン・サルドゥ
ヴィクトリアン・レアンドル・サルドゥ（Victorien Léandre Sardou、1831年9月5日 - 1908年11月8日）は、フランスの劇作家。

## 生涯

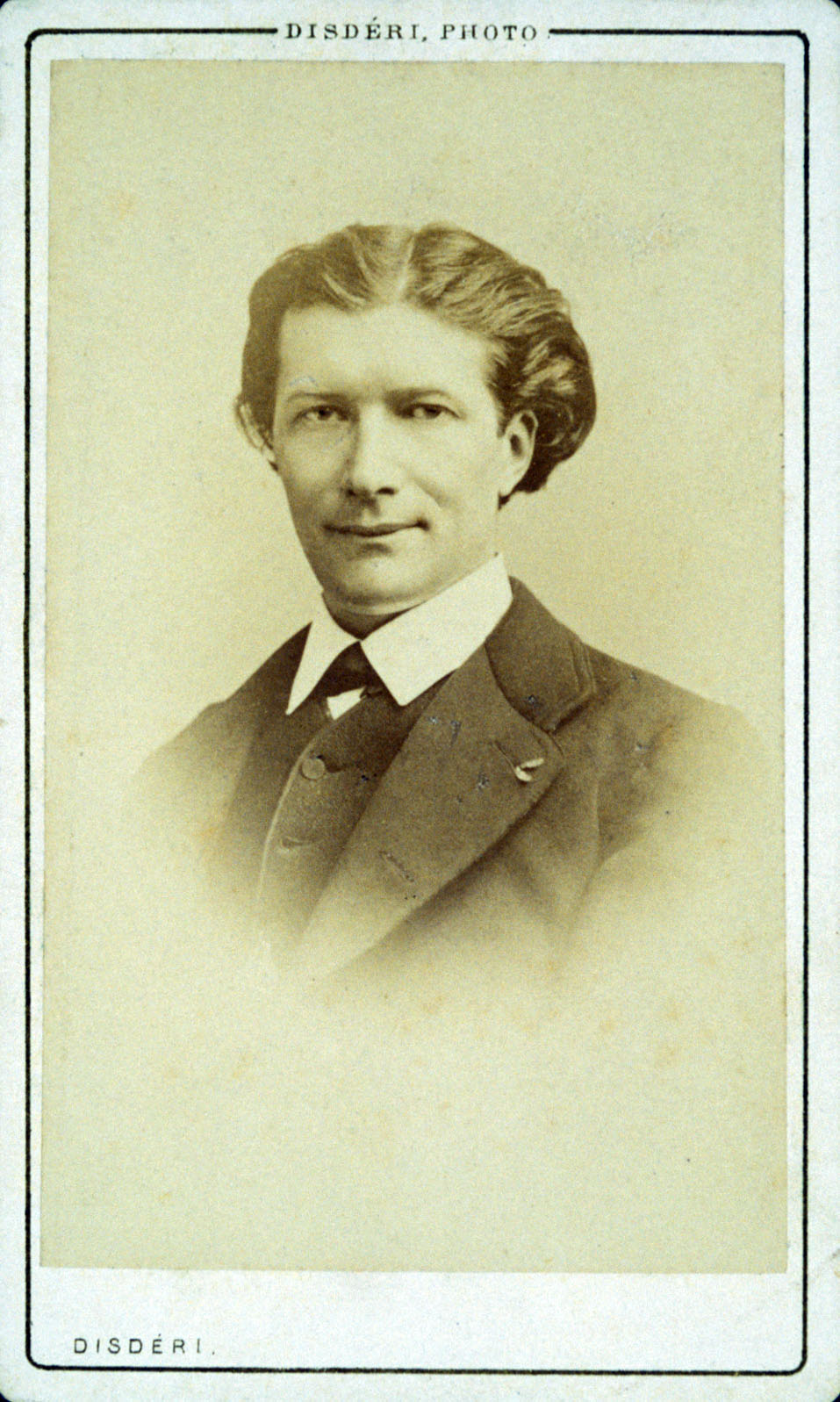
ヴィクトリアン・サルドゥ (1861年頃)

ヴィクトリアン・サルドゥは1831年9月5日にパリのボートレイユ通り16番地で誕生した。サルドゥ家はカンヌ近郊の村ル・カネに居を構え、オリーブの木が植えられている土地を所有していたが、後年に破綻した。サルドゥは医学を学ぶが、生活が貧しかったため学業を放棄して、文学関係に没頭することを決断した。
ヴィクトリアン・サルドゥは1854年に初めての戯曲『学生酒場』を発表した。サルドゥは女優ラシェル・フェリックスの興味を引くためにスウェーデンの歴史を素材にした戯曲『ウルフラ女王』を発表してラシェル・フェリックスから褒められた。1854年4月1日、オデオン座でサルドゥの劇『学生酒場』が上演され、歓迎を受けた。劇『ベルナール・パリシ』はオデオン座で上演されたが、支配人側の交代により上演中止となった。戯曲『フルール・ド・リアーヌ』は劇場テアトル・ド・ランビュコミクで上演されるはずだったが、支配人が死去したため打ち切られた。戯曲『せむし男の話』は俳優シャルル・アルベルト・フェヒタのために書いた。サルドゥの劇は成功裏に上演されたとはいえ、不幸なことに名義上の作者は他の人物に移されていた。
貧乏暮らしだったサルドゥはさらに腸チフスの発作が起き、やがてボツになった原稿にとり囲まれながら、自宅で自殺も考えた。その時、ブレクール婦人が助けてくれた。彼女は演劇界にコネクションを持ち、有名な女優ヴィルジニー・デジャゼのお気に入りであった。ヴィルジニー・デジャゼのために書いた戯曲『カンディード』や、それから『フィガロの結婚』、『ムッシュ・ガラ』、『レ・プレ・サン・ジェルヴェ』はほぼ連続して上演され、大成功を収めた。
さらに勢いづいたサルドゥは『金釘流』、『ブノアトン一家』、『蠅の足』、『パリの逆襲』、『離婚しよう』、『神霊術』、『テルミドール』などの戯曲を発表した。そのなかでもフェドーラ帽を普及させた作品でもある『フェドーラ』(1882年)は女優サラ・ベルナールのために書かれたものであった。これは後年にイタリアの作曲家ウンベルト・ジョルダーノによって脚色され、『フェドーラ』という同名のタイトルのオペラを制作している。サルドゥはドラマ的ロマンに歴史的要素を加えることで、新しい旋風を巻き込んだ。
ビザンティンの歴史を題材にした『テオドラ』(1884年)、イタリアの歴史から『娼嫉』(1874年)、それから『アテネス公爵夫人の物語』は忘れられた中世ギリシアから引用した。戯曲『祖国』(1869年)は16世紀末のオランダのゴイセン人の蜂起を題材にしており、1886年にフランスの作曲家エミール・パラディールによってオペラ化されて好評を博した。戯曲『魔女』(1904年)は16世紀のスペインを舞台にしている。フランス革命を題材にした『マーベラス』(1891年)、『テルミドール』(1891年)、『ロベスピエール』 (1899年)の3作の劇が上演された。『ジスモンダ』(1894年)はフランスの作曲家アンリ・フェヴリエによってオペラ化された。戯曲『ダンテ』はヘンリー・アーヴィング卿のために書かれ、ロンドンのライセウム劇場で上演された。さらにサルドゥは史劇『トスカ』（1887年）でナポレオン時代を蘇らせた。この戯曲はイタリアの作曲家ジャコモ・プッチーニが同名でオペラ化した。それから史劇『サン＝ジェーヌ夫人』（1893年）は、女優ガブリエル・レジャーヌがナポレオン時代のフランソワ・ジョゼフ・ルフェーヴル元帥の妻カトリーヌを演じるために書かれた劇である。
サルドゥは1858年に結婚したが、1867年に妻が死去した。1870年のパリ・コミューン後の1872年6月17日にマリ・アンヌ・コルネイユ・スーリエ嬢と再婚した。スーリエ嬢はヴェルサイユ美術館の館長を長年務めたエウドール・スーリエの娘である。サルドゥは一時的だがマルリー宮殿に住んでいた。
1863年にレジオン・ドヌール勲章を授与され、1877年にはアカデミー・フランセーズ会員に選出された。
サルドゥは晩年に『祖国』のワンシーンを含む、戯曲の一節を朗読する録音を残している。サルドゥは長い間、病気がちであり、1908年11月8日にパリで死去した。公式発表では死因は肺水腫である。

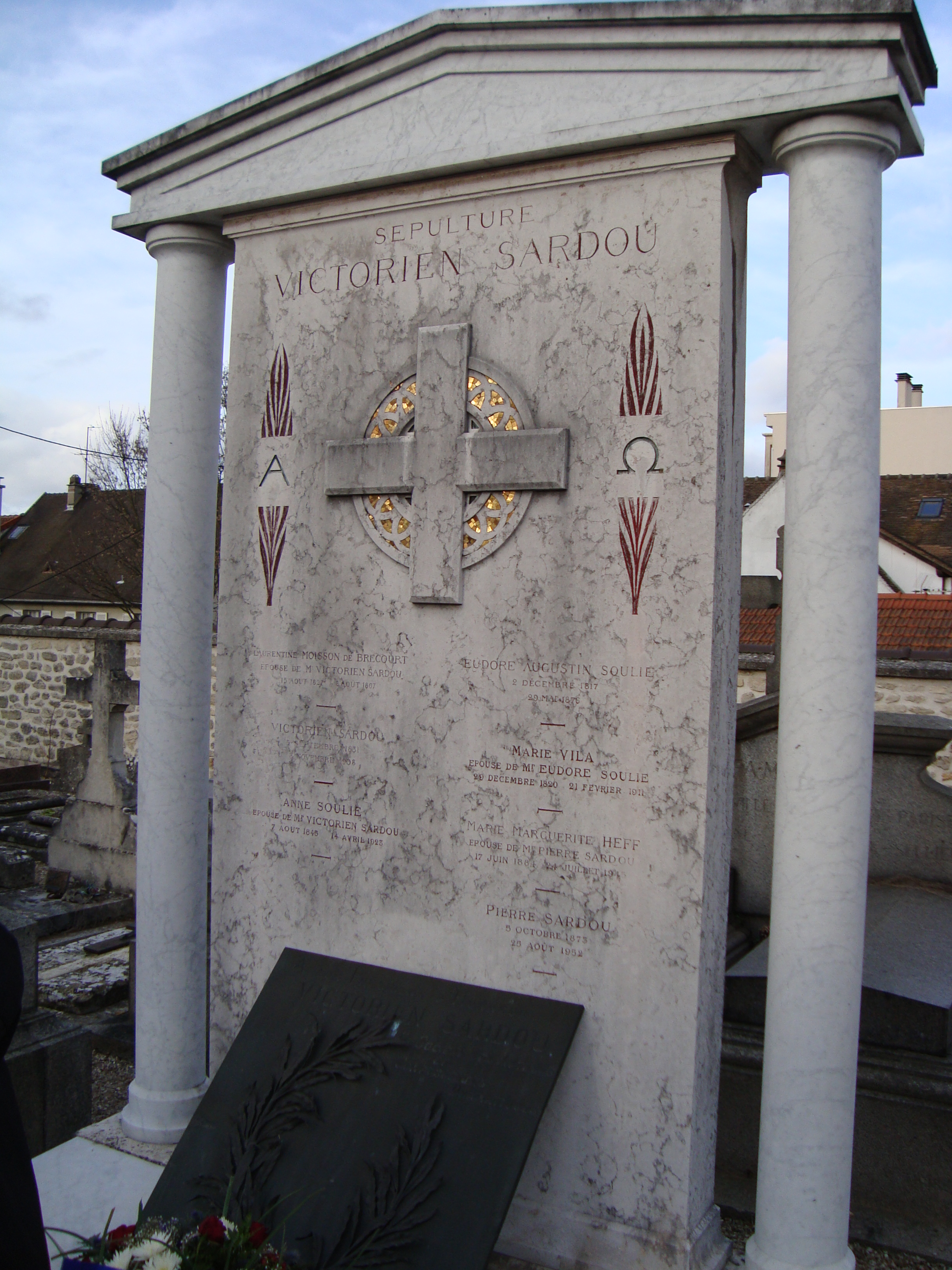
マルリー＝ル＝ロワにあるサルドゥの墓

サルドゥはフランスの劇作家ウジェーヌ・スクリーブから大きな影響を受けている。サルドゥの作風はウェルメイド・プレイであった。巧妙な筋立てで中心的な対立を描きそれに続いて力強い感動的クライマックスに至った。最終的にサルドゥの代表作といえば『トスカ』(1887)、『フェドーラ』(1882)、『サン＝ジェーヌ夫人』(1893)であり、いずれも後年にウンベルト・ジョルダーノやジャコモ・プッチーニなどによって同名の脚色作が発表されている。
アメリカ合衆国のニューオリンズにある老舗レストラン「アントワーヌ」の創業者アントワーヌ・アルシアトーレがサルドゥにちなんで「エッグ・サルドゥ」という料理を考案した。プルーストの『失われた時を求めて』第3巻の第2部第2章にサルドゥについて書かれている。
パリのサント・ペリーヌ公園近くにあるヴィクトリアン・サルドゥ通りやヴィクトリアン・サルドゥ広場は彼の名前にちなんで名づけられた。また、リヨンやサント＝メールにもヴィクトリアン・サルドゥ通りという名がある。

## 日本語訳された作品
- 『恋か情か』長田秋濤訳 金港堂書籍 1905
- 『祖国』長田秋濤訳 隆文館 1906
- 『侠婦ガザリン』森皚峰訳 正文館書店 1914

## 作品

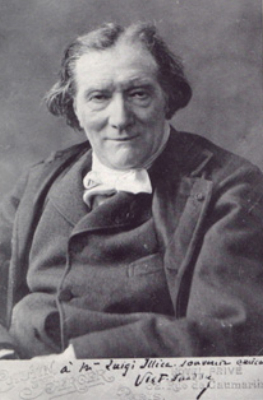
晩年のヴィクトリアン・サルドゥ

### 劇作
- La Taverne des étudiants (1854)
- Les Premières Armes de Figaro (1859)
- Les Gens nerveux (1859)
- Les Pattes de mouche (1860)
- Monsieur Garat (1860)
- Les Femmes fortes (1860)
- L'écureuil (1861)
- L'Homme aux pigeons (1861)
- Onze Jours de siège (1861)
- Piccolino (1861)[7]
- Nos Intimes! (1861)
- Chez Bonvalet (1861)
- La Papillonne (1862)
- La Perle Noire (1862)
- Les Prés Saint-Gervais (1862)
- Les Ganaches (1862)
- Bataille d'amour (1863)
- Les Diables noirs (1863)
- Le Dégel (1864)
- Don Quichotte (1864)
- Les Pommes du voisin (1864)
- Le Capitaine Henriot (1864)
- Les Vieux Garçons (1865)
- Les Ondines au Champagne (1865)
- La Famille Benoîton (1865)
- Les Cinq Francs d'un bourgeois de Paris (1866)
- Nos Bons Villageois (1866)
- Maison neuve (1866)
- Séraphine (1868)
- Patrie! (1869)
- Fernande (1870)
- Le roi Carotte (1872)
- Les Vieilles Filles (1872)
- Andréa (1873)
- L’Oncle Sam (1873)
- Les Merveilleuses (1873)
- Le Magot (1874)
- La Haine (1874)
- Ferréol (1875)
- Piccolino (1876)[8]
- L'Hôtel Godelot (1876)
- Dora (1877)
- Les Exilés (1877)
- Les Bourgeois de Pont-Arcy (1878)
- Les Noces de Fernande (1878)
- Daniel Rochat (1880)
- Divorçons! (1880)
- Odette (1881)
- Fédora (1882)
- Théodora (1884)
- Georgette (1885)
- Le Crocodile (1886)
- La Tosca (1887)
- Marquise (1889)
- Belle-Maman (1889)
- Cléopâtre (1890)[9]
- Thermidor (1891)
- Madame Sans-Gêne] (1893)
- Gismonda (1894)
- Marcelle (1895)
- Spiritisme (1897)
- Paméla (1898)
- Robespierre (1899)
- La Fille de Tabarin (1901)
- Les Barbares (1901)
- Dante (1903)
- La Sorcière (1903)
- Fiorella (1905)
- L'Espionne (1906)
- La Pisie (1906)
- The Affair of the Poisons (1907)[10]

### その他著作
- Rabàgas (1872)
- Daniel Rochet (1880)[10]

## オペラ化
- にんじんの王　Le roi Carotte (1872年)（ジャック・オッフェンバック作曲）
- 祖国 Patrie! (ルイ・ガレ共著 1886年) （エミール・パラディール作曲）
- フェドーラ Fedora (1898年) （ウンベルト・ジョルダーノ作曲）
- トスカ Tosca (1900年) （ジャコモ・プッチーニ作曲）
- テオドーラ Théodora (1907年) （グザヴィエ・ルルー作曲）
- マダム・サン＝ジェーヌ Madame Sans-Gêne (1915年) （ウンベルト・ジョルダーノ作曲）
- ジスモンダ Gismonda (1919年) （アンリ・フェヴリエ作曲）

## 映画化
- 祖国 1913年
- 空弾 1916年
- 外交 1916年
- クレオパトラ 1917年
- 名将の子 1918年
- トスカ 1918年
- テオドラ 1919年
- 外交 1926年
- 一夜の秘密 1928年
- モスコーの女 1928年
- 淑女超特急 1941年
- 戦場を駈ける女 1961年
- トスカ 2001年

## 関連文献
- Blanche Roosevelt (2009) Victorien Sardou BiblioLife ISBN 1-110-54130-9
- Stephen Sadler Stanton (1990) Camille and Other Plays: A Peculiar Position; The Glass of Water; La Dame aux Camelias; Olympe's Marriage; A Scrap of Paper Hill and Wang ISBN 0-8090-0706-1
- McCormick, John. 1998. "Sardou, Victorien." In The Cambridge Guide to Theatre. Ed. Martin Banham. Cambridge: Cambridge UP. 964. ISBN 0-521-43437-8.
- Lacour, L. 1880. Trois théâtres.
- Matthews, Brander. 1881. French Dramatists. New York.
- Doumic, R. 1895. Écrivains d'aujourd'hui. Paris.
- Sarcey, F. 1901. Quarante ans de théâtre. Vol. 6.